# Der Volksfreund (Karlsruhe)
Der Volksfreund erschien von 1899 bis 1933 als Tageszeitung der Sozialdemokratischen Partei Deutschlands in Baden.

## Geschichte

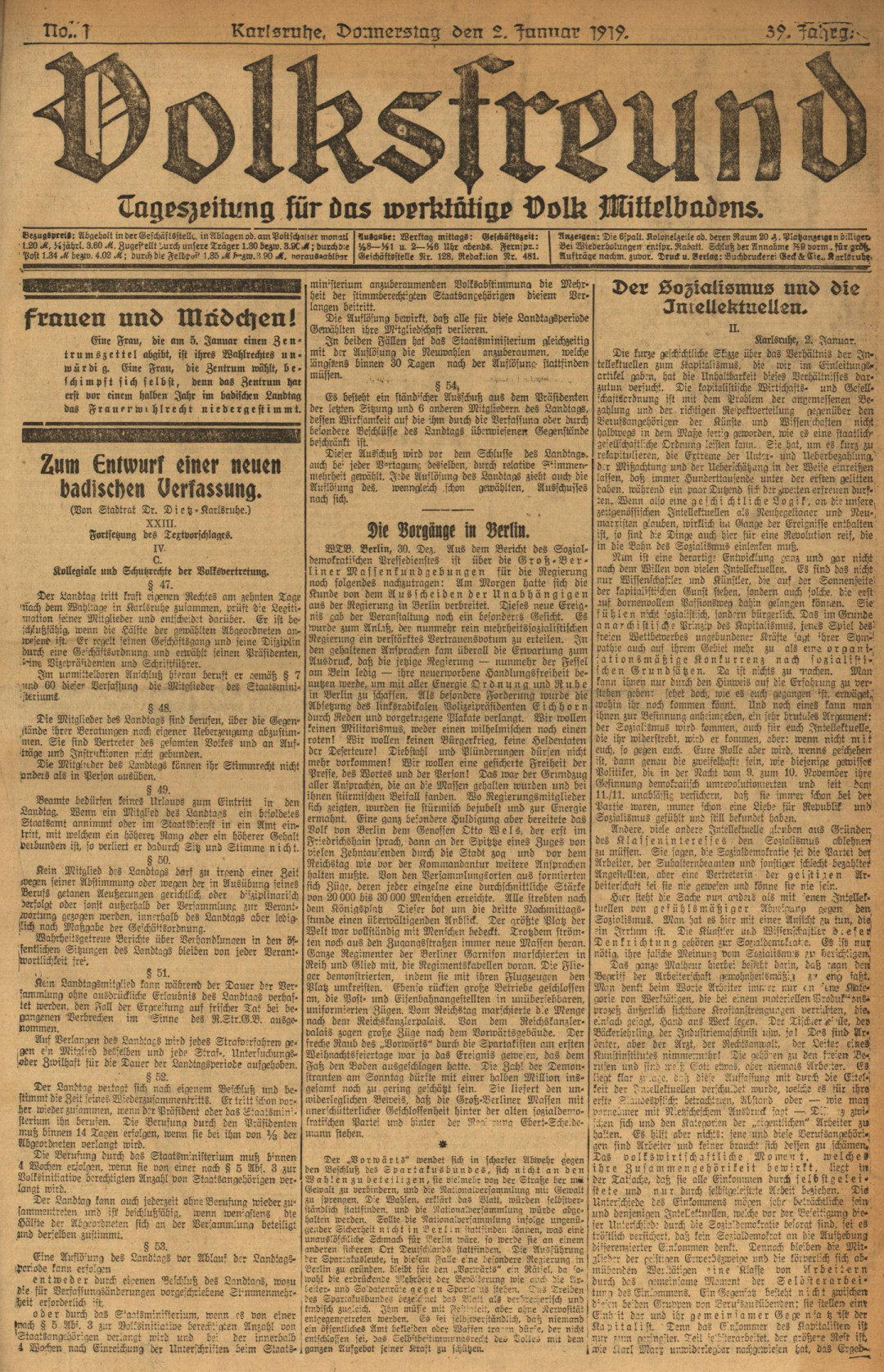
Titelblatt der Zeitung der SPD Baden Der Volksfreund vom 2. Januar 1919

Die Basis für den Volksfreund legte der ab 1880 in Offenburg erschienene Rheinbote. Diese von Adolf Geck verlegte Zeitung ging 1889 in den Besitz der SPD über. Der Vertrieb erfolgte von nun an aus Karlsruhe. Die Geschäftsleitung übernahm Eugen Geck, später Karlsruher Stadtrat und Mitglied des badischen Landtags.
Der Volksfreund wurde am 1. April 1899 in Karlsruhe (nach dem Ende des Sozialistengesetzes) als Parteizeitung der SPD gegründet. Druckerei und die von Anton Fendrich und Wilhelm Kolb geleitete Redaktion befanden sich in der Werderstraße 31 in Karlsruhe. Nach dem Ausscheiden Fendrichs war Kolb bis 1918 alleiniger Redakteur. In der Weimarer Republik lag die Chefredaktion bei Geog Schöpflin, der unter dem Pseudonym Isegrim publizierte.
1904 gründet die SPD mit der OHG Geck & Co. eine eigene Druckerei in der Luisenstraße 24. 1926 wurde die OHG in eine GmbH umgewandelt und 1927 ein neues Verlags- und Druckereigebäude in der Waldstraße 28 erbaut.
Der Volksfreund vertrat sozialdemokratische Positionen und grenzte sich deutlich von der extremen Linken und dem rechten Spektrum ab. Damit fungierte er als klassische Parteizeitung, wie beispielsweise der Badische Beobachter für das Zentrum und Der Führer für die NSDAP.
Nach der Machtübernahme der Nationalsozialisten wurde der Volksfreund im Wahlkampf 1933 mehrfach verboten, am 18. März 1933 musste er sein Erscheinen einstellen. Das Verlagsgebäude wurde enteignet und anschließend von der NSDAP-Zeitung Der Führer genutzt.
| Jahr | Auflage |
| ---- | ------- |
| 1904 | 09.000  |
| 1907 | 15.500  |
| 1914 | 14.000  |
| 1925 | 18.600  |
| 1928 | 19.400  |
| 1932 | 20.900  |